# Gürmüzlü, İznik
Gürmüzlü là một xã thuộc huyện İznik, tỉnh Bursa, Thổ Nhĩ Kỳ. Dân số thời điểm năm 2011 là 300 người.